# Villaspeciosa
Villaspeciosa ist eine italienische Gemeinde (comune) mit 2616 Einwohnern (Stand 31. Dezember 2023) in der Metropolitanstadt Cagliari auf Sardinien. Die Gemeinde liegt etwa 21 Kilometer nordwestlich von Cagliari zum Teil im Parco Geominerario Storico ed Ambientale della Sardegna.

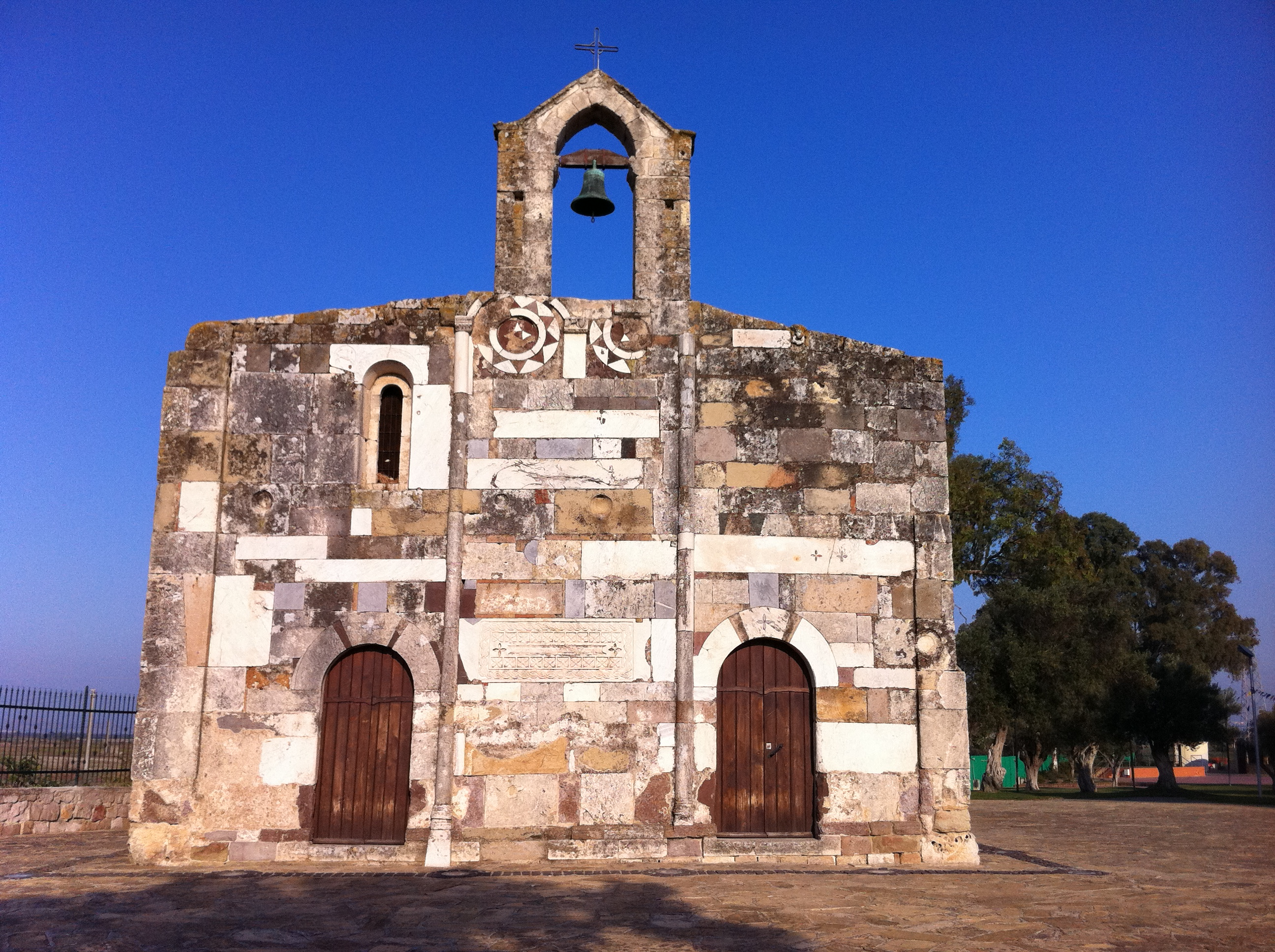
San Platano in Villaspeciosa

## Verkehr
Durch die Gemeinde führt die Strada Statale 130 Iglesiente von Cagliari nach Iglesias. Der Bahnhof von Villaspeciosa an der Bahnstrecke Decimomannu–Iglesias liegt auf der Grenze zur Nachbargemeinde Uta.